# 14447 Hosakakanai
14447 Hosakakanai è un asteroide della fascia principale. Scoperto nel 1992, presenta un'orbita caratterizzata da un semiasse maggiore pari a 3,0226851 UA e da un'eccentricità di 0,2965412, inclinata di 9,16713° rispetto all'eclittica.